# فرانسوا دو کونینک
فرانسوا دو کونینک (انگلیسی: François de Coninck؛ زادهٔ ۹ اوت ۱۹۰۲ - بعد از ۱۹۲۸) قایقران روئینگ اهل بلژیک بود. وی برنده مدال برنز روئینگ دونفره تک پارو در بازی‌های المپیک تابستانی ۱۹۲۸ شده بود. 